# Gaspare Matrona
Gaspare Matrona (Racalmuto, 10 settembre 1836 – Racalmuto, 16 gennaio 1919) è stato un avvocato e politico italiano.
(Leonardo Sciascia, Il fuoco nel mare)
Sindaco di Racalmuto tra il 1872 ed il 1876, ne favorì lo sviluppo realizzando a proprie spese l'illuminazione pubblica, il sistema fognario, la rete ferroviaria cittadina ed il Teatro Regina Margherita su progetto dell'architetto Dionisio Sciascia, allievo di Filippo Basile, che costruì un'opera su modello del Massimo di Palermo, spendendo oltre 100.000 lire dell'epoca
Leonardo Sciascia ne rese celebre la frase: "Il sindaco provvederà di tasca propria".
Matrona fu a contatto con alcuni intellettuali europei e ministri, da Perez a Zanardelli a Colonna di Cesarò, che incontrava nella sua Racalmuto: ciò consenti il progressivo sviluppo del Circolo Unione, club per gentiluomini locale.
Amante della giustizia, si disse che insieme ai quattro fratelli pattugliasse la zona per controllarla dal malandrinaggio.
Con Federico Campanella, Aurelio Saffi, Maurizio Quadrio, fu nominato socio onorario della Società di mutuo soccorso degli operai che vedeva come presidente onorario Giuseppe Garibaldi.

## Origini

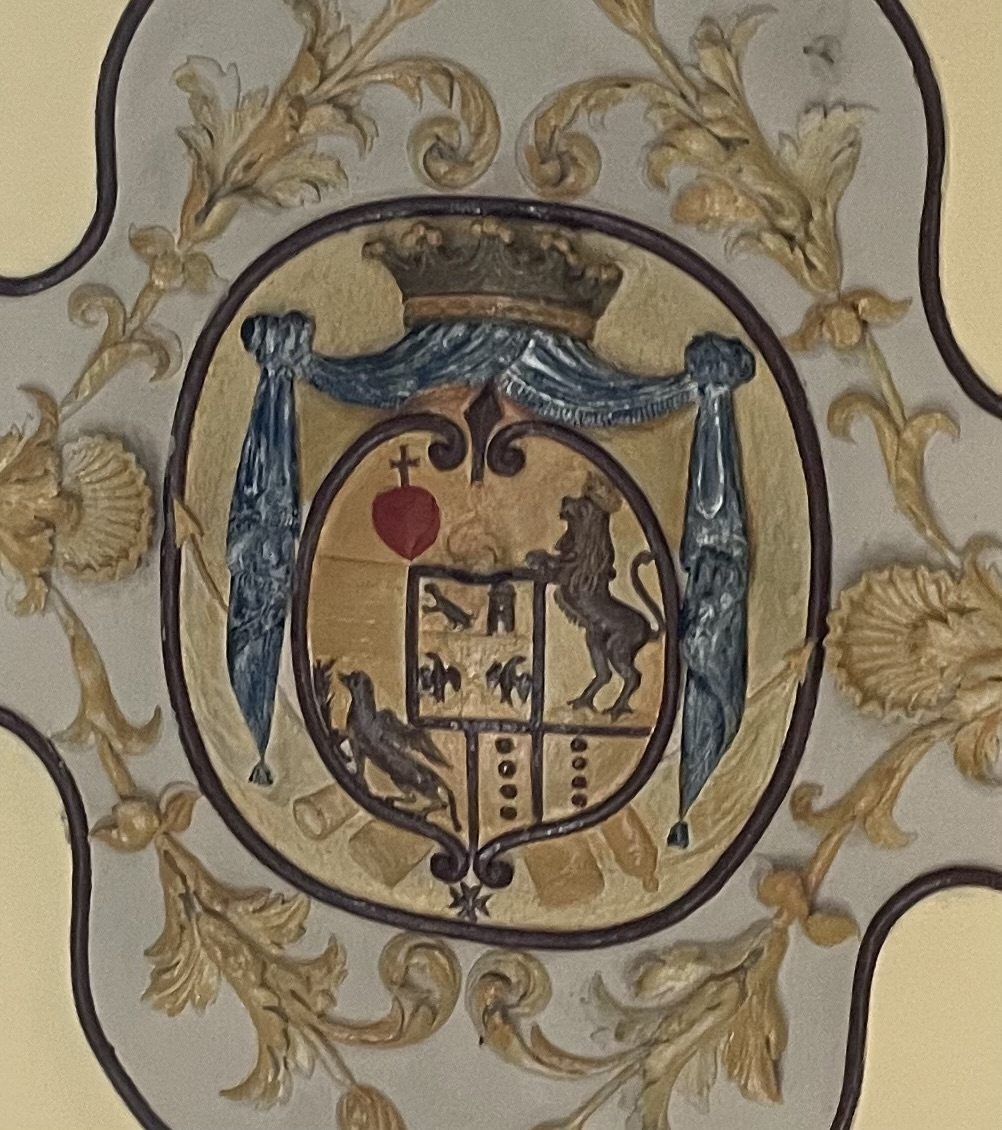
Stemma araldico dei Matrona

La famiglia Matrona giunse in Sicilia in concomitanza con l'incoronazione del re Pietro d'Aragona a Re di Trinacria, nel 1282. Si sviluppò particolarmente nel commercio marittimo, stabilendosi per un primo tempo ad Agrigento, e in seguito a Racalmuto.
Gaspare Matrona nacque a Racalmuto nel 1836 da Pietro, discendente dai Moncada di Paternò, ed Angela Nicastro.
Matrona svolse la professione di avvocato; ricoprì il ruolo apicale del partito liberale locale che amministrò il paese per oltre trent'anni, fino all'avvento del barone Luigi Tulumello nel 1889.
Il 6 marzo 1859 Matrona sposò Concettina Gueli, vedova dell'esimio giurista Nicola Cirino. Morì nel 1919, dopo avere impiegato gran parte del proprio patrimonio per il suo paese natale.

## Politica
(Leonardo Sciascia, prefazione a "Racalmuto memorie e tradizioni")

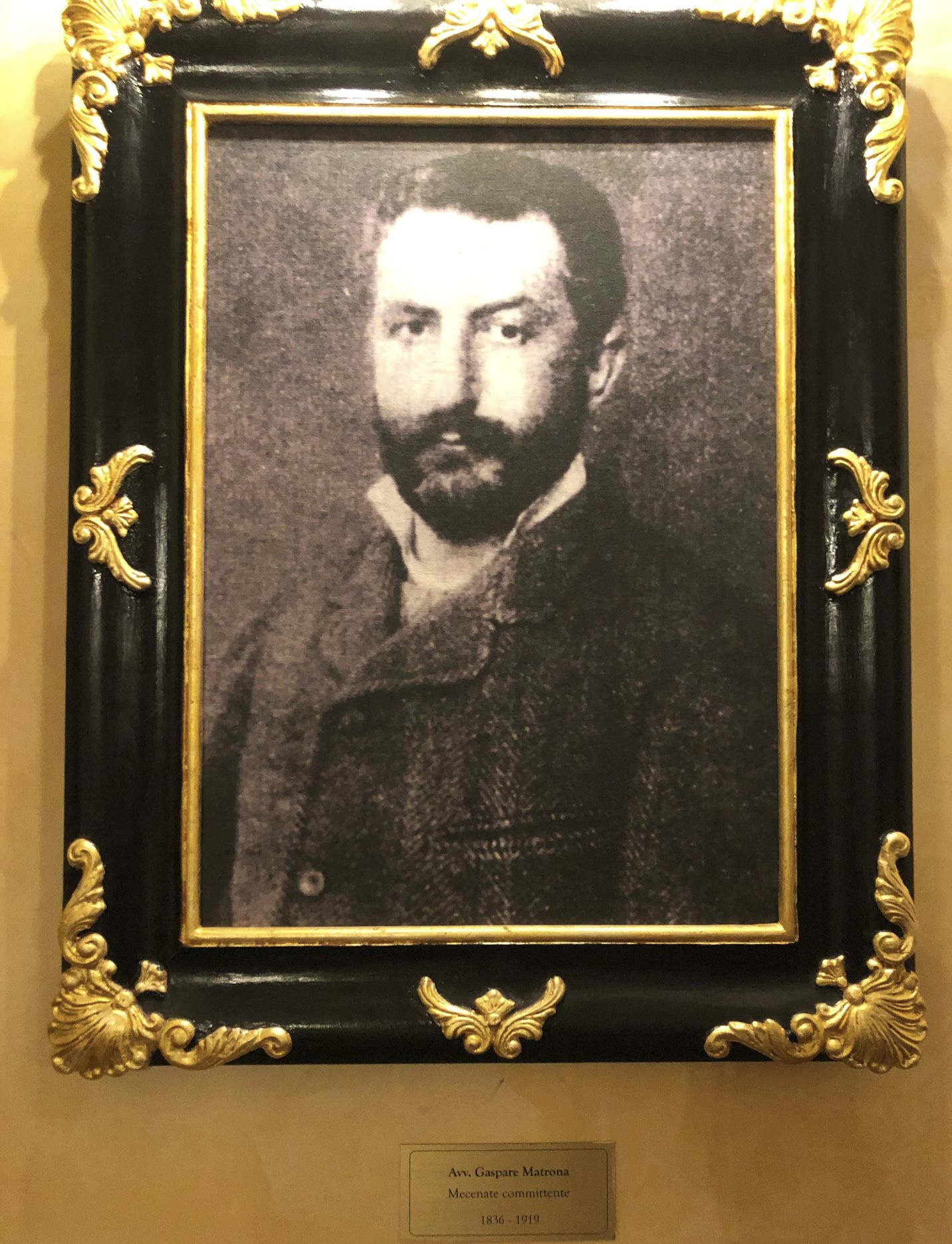
Gaspare Matrona nel 1872

Lo scrittore Leonardo Sciascia fu legato al sindaco, ma anche alla famiglia Matrona in generale.

La storica dimora di contrada Noce, infatti, fu scelta per esprimere vicinanza agli stessi Matrona, che avevano un castello nelle vicinanze. Sciascia lo cita in molte delle sue opere come Le parrocchie di Regalpetra, La Sicilia come metafora, Occhio di capra e nella prefazione del libro di Nicolò Tinebra Martorana, Racalmuto Memorie e Tradizioni, dedica numerose pagine al periodo storico in cui Racalmuto fu amministrato dal Matrona.
(Leonardo Sciascia)
Negli anni della sua amministrazione il sindaco perseguì una politica di miglioramento: restaurò l'ex convento di Santa Chiara, adibendolo a sede del municipio e facendo realizzare nel giardino adiacente il teatro comunale. Istituì il servizio per la pulizia delle strade, fece realizzare le fognature e l'illuminazione pubblica: si pensi che un sistema fognario moderno venne ultimato a Londra dal 1859 al 1866, mentre invece Milano venne illuminata nel 1843, Roma nel 1846, e a Palermo i primi 44 fanali vennero accesi nel 1845. Seguirono anche Forlì, nel 1864, o Prato, nel 1869.
Istituì il mattatoio comunale ed un sussidio a favore dei giovani bisognosi e meritevoli. Si deve inoltre a Matrona l’istituzione della banda musicale. Infine, grazie all'interessamento di Zanardelli, il ponte che collega Racalmuto al vicino comune di Canicattì. Così Racalmuto venne definita la "Palermo picciula" (la piccola Palermo.)

## Nella cultura di massa

Scopertura del busto di Gaspare Matrona a Racalmuto. Per l'occasione presente anche il nipote omonimo di Giuseppe Garibaldi.

- A Gaspare Matrona è stata intitolata la villa comunale di Racalmuto, in cui, il 31 ottobre 1960, è stato posto un busto in suo onore. Rimosso nonostante le numerose controversie[21], è stato poi ricollocato all'ingresso del teatro "Regina Margherita", dov'è situato tutt'oggi.[22]
- Alla famiglia Matrona è stata dedicata una via di Racalmuto.[senza fonte]